# Ohrfleck-Bartvogel
Der Ohrfleck-Bartvogel (Trachyphonus darnaudii) gehört zu der altweltlichen Gattung der Schmuckbartvögel (Trachyphonus) innerhalb der Ordnung der Spechtvögel. Er besiedelt spärlich bewachsene Trockenzonen im tropischen Ostafrika. Wie alle anderen Vertreter der Gattung ist er ein ausgeprägter Duettsänger und brütet in selbst angelegten Erdhöhlen.

## Beschreibung
Der Ohrfleck-Bartvogel ist mit 14 bis 17 cm etwa sperlingsgroß. Der Rücken und die Flügel sind auf dunkelbraunem Grund grob tropfenförmig weiß gepunktet. Das Muster des Rückens setzt sich auf dem Schwanz fort. Die mittleren Steuerfedern sind überwiegend dunkel mit einer Zeichnung aus hellen, parabelförmigen Randflecken. Diese werden zu den äußeren Steuerfedern hin breiter und bilden dort eine prägnante Querstreifung, die vor allem von unten deutlich sichtbar ist. Der Kopf ist überwiegend blass- bis grünlichgelb und wirkt durch die schwarzen Federspitzen fein getupft. Je nach Unterart ist eine schwarze Kopfplatte sowie ein Kehlfleck ausgeprägt. Auch der namengebende „Ohrfleck“ und die Partie vor dem Auge sind dunkel gefiedert. Auf der Brust kann das Gelb (besonders bei T. d. usambiro) sehr leuchtend und mit Rot durchsetzt sein. Dieses wird am unteren Rand durch eine mehr oder weniger breite, schwarze Binde begrenzt, die wie der Rücken mit weißen, grob tropfenförmigen Flecken durchsetzt ist. Die Unterseite ist sonst weißlich bis grau und kann mit einer von der Brustbinde nach hinten abnehmenden Strichelung oder Fleckung versehen sein. Die Unterschwanzdecken zeigen ein mehr oder weniger kräftiges Rot.
Der kräftige Schnabel ist ocker- bis hornfarben und kann auf dem Scheitel zur Spitze hin dunkler gefärbt sein. Die Füße sind grau. Ein Geschlechtsdimorphismus ist, wie bei vielen Arten mit ausgeprägtem Duettgesang, nicht vorhanden.

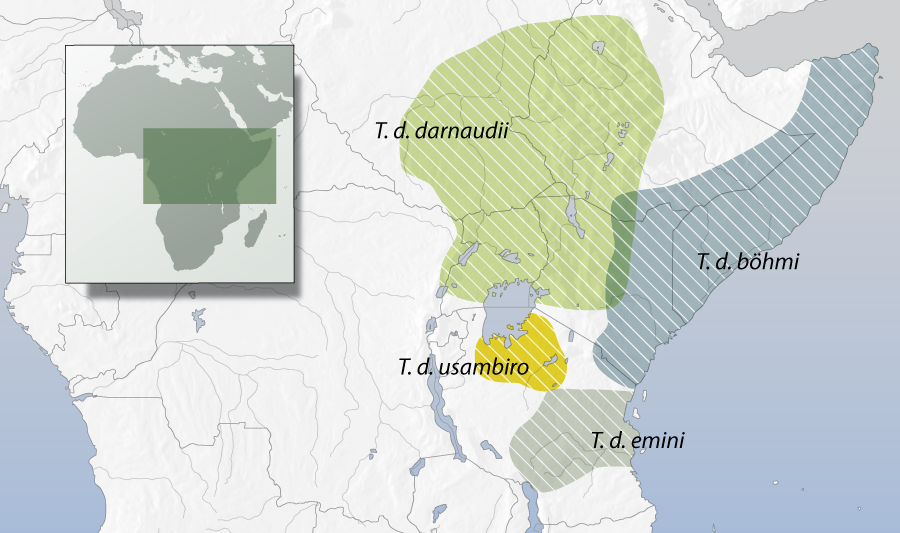
Verbreitung der Unterarten des Ohrfleck-Bartvogels

## Verbreitung und Lebensraum
Der Ohrfleck-Bartvogel lebt in den Trockenzonen des tropischen Ostafrikas. Das Verbreitungsgebiet reicht vom Süd-Sudan über Eritrea, Äthiopien, Somalia bis Kenia und Tansania. Er besiedelt trockenes, baumbestandenes Grünland, offenes Waldland, Dornbuschsavannen und Weideland. Wichtig ist das Vorhandensein von Stellen mit spärlichem Bewuchs, an denen er Erdhöhlen anlegen kann. Häufig ist er in Siedlungsnähe (Massai-Siedlungen, Tourist Lodges) anzutreffen und zeigt dort wenig Scheu vor dem Menschen.

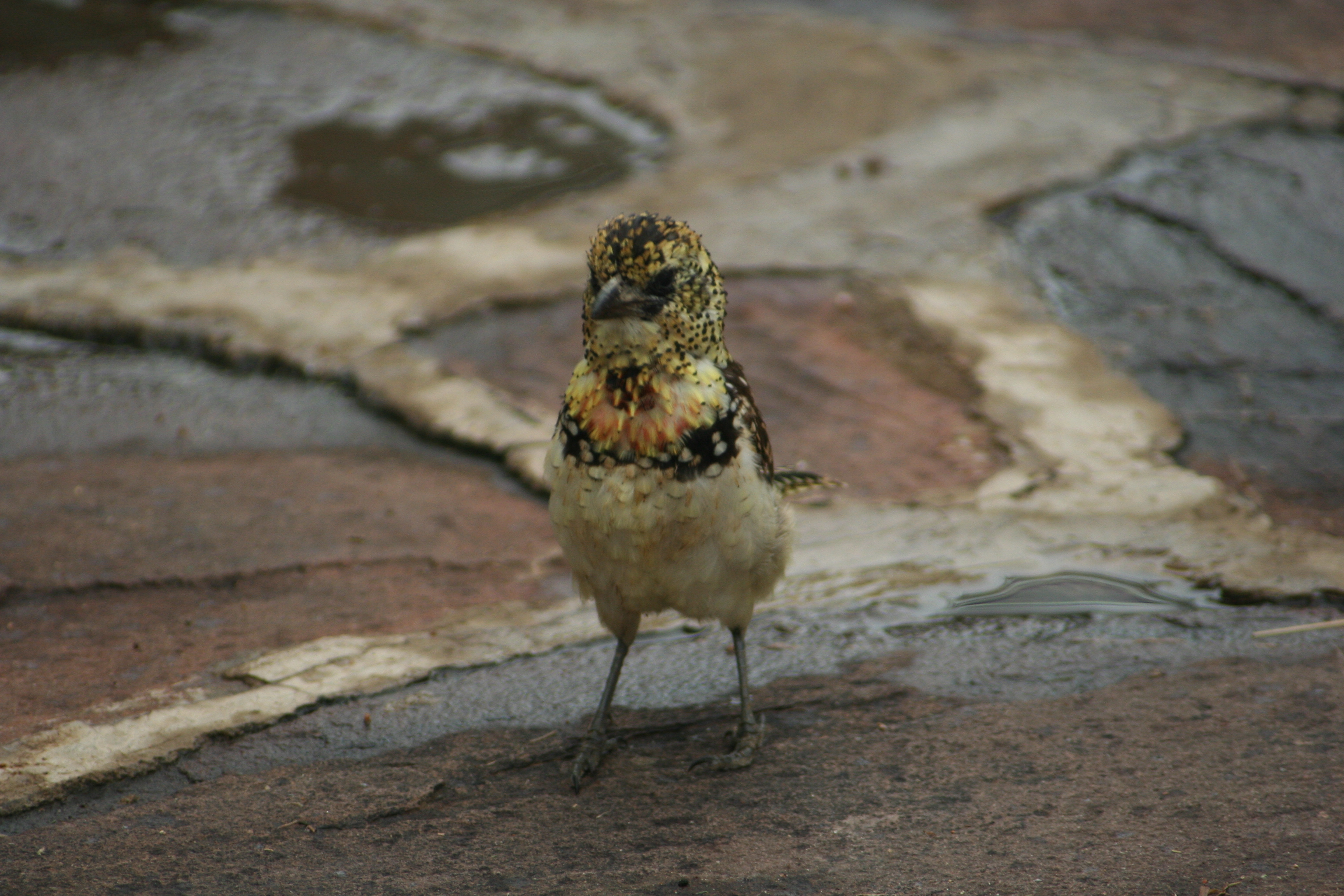
Ohrfleck-Bartvogel der Unterart usambiro im Serengeti-Nationalpark

## Lebensweise und Ernährung
Wie auch die anderen Vertreter ihrer Gattung legen Ohrfleck-Bartvögel Wohnhöhlen in der Erde an, die sie das ganze Jahr über – auch außerhalb der Brutzeit – bewohnen. Der Eingang ist ein unauffälliges Loch am flachen Boden, durch das der Vogel knapp hindurchpasst. Oft  liegt es etwas in der spärlichen Vegetation versteckt. Ein glattwandiger Gang führt 80 bis 100 cm tief senkrecht nach unten und dann wieder in leichtem Bogen, in dem sich notfalls das Regenwasser fangen kann, nach oben zur Nistkammer. Die weggegrabene Erde wird in großen Portionen abtransportiert und in einiger Entfernung von einem Zweig aus mit seitlicher Kopfbewegung fortgeschleudert. Der Schnabel wird dann mehrfach am Zweig abgewischt, Erdreste in Kehle oder Schnabel durch Würgen oder mit der Zunge entfernt.
Der Vogel nähert sich dem Erdloch vorsichtig mit einigem Abstand, wartet – auch mit Futter im Schnabel – bis zu einige Minuten lang und schlüpft dann mit schneller Bewegung kopfüber hinein.
Der Ohrfleck-Bartvogel sucht seine Nahrung meist auf dem Boden. Er frisst gerne Ameisen, Termiten und deren Eier, Grashüpfer und andere Insekten. Einige werden im Flug gefangen, andere pickt er von Blättern oder vom Boden auf. Termiten werden aus ihren Bauten „freigehackt“. Beeren, kleine Früchte und Samen gehören auch zur Nahrungspalette.

## Bestand und Schutzstatus
Die Vögel sind laut IUCN nicht gefährdet und unterliegen nicht dem WAA (Washingtoner Artenschutz-Abkommen).

## Systematik
Je nach Systematik gibt es drei oder vier Unterarten. Die Unterarten T. u. darnaudii, T. u. boehmi und T. u. emini kommen in nord-südlicher Abfolge vor, klinal gestuft weisen sie nach Süden zunehmend ausgeprägt dunkle Kopfplatten und Kehlflecken auf. Davon weicht die Unterart T. u. usambiro ab, die daher oft als eigene Art, Usambiro-Bartvogel (Trachyphonus usambiro), geführt wird. Dieser zeigt zudem einen deutlich abweichenden Duettgesang: der Part des Männchens enthält einen Abschnitt, der stark dem Bettelruf der Jungvögel ähnelt.
- T. u. darnaudii (Prévost & Des Murs, 1850) – Südosten Sudans und Südwesten Äthiopiens, Süden und Nordosten Ugandas und an der Westküste
- T. u. boehmi (Fischer & Reichenow, 1884) – Süden und Osten von Äthiopien, Süd-Somalia, sowie der Süden zur Ostküste und des Südostens Kenias und der Nordosten von Tansania
- T. u. emini (Reichenow, 1891) – Nordküste Tansanias (östlich der Außenbezirke von Dar es Salaam).
- T. u. usambiro (Neumann, 1908) – Südwesten Kenias bis zur Nordküste Tansanias